# A Better Love
A Better Love is een nummer van de Britse band Londonbeat uit 1990. Het is de tweede single van hun tweede studioalbum In the Blood.
Als opvolger van de wereldhit I've Been Thinking About You was "A Better Love" toch iets minder succesvol. Toch werd het een klein hitje in West-Europa, Noord-Amerika en Oceanië. In het Verenigd Koninkrijk bereikte het de 23e positie. In de Nederlandse Top 40 haalde het de 14e positie, en in de Vlaamse Radio 2 Top 30 kwam het een plekje hoger.